# لعوامر (مريجة)
لعوامر هي إحدى مشيخات المملكة المغربية، تتبع جغرافيا لإقليم جرادة وإداريًا لمريجة. يقدر عدد سكانها بـ 5552 نسمة حسب الإحصاء الرسمي للسكان والسكنى لسنة 2004.